# Alya
Alya o Alga (θ Ser / θ Serpentis / 63 Serpentis) és un estel a la constel·lació del Serpent, situat en Serpens Cauda, la cua de la serp. El seu nom, provinent de l'àrab Al-Alya, significa «la serp», encara que segons altres fonts prové d'una paraula en aquesta mateixa llengua que es refereix a «la cua de l'ovella» i que gens tindria a veure amb la constel·lació actual. Així mateix, a la Xina era coneguda com a Sen, un dels seus districtes.
Distant 132 anys llum del sistema solar, Alya és un estel binari les components del qual (θ¹ Serpentis i θ² Serpentis), separats visualment 22 segons d'arc, s'hi poden resoldre amb un petit telescopi. Ambdós són estels blancs de tipus espectral A5V amb magnituds aparents +4,62 i +4,98. La temperatura superficial d'ambdós és de 8.200 K aproximadament i les seves lluminositats respectives equivalen a 18 i 13 vegades la lluminositat solar. A diferència del Sol tenen altes velocitats de rotació, almenys 143 km/s per θ¹ Serpentis i 196 km/s per θ² Serpentis —gairebé 100 vegades major que la del Sol. S'hi troben separades entre sí 900 ua com a mínim, cosa que implica un període orbital d'almenys 14.000 anys, per la qual cosa no s'ha pogut apreciar cap moviment orbital.